# 古根川実
古根川 実（こねがわ みのる、1978年11月11日 - ）は、奈良県出身の日本の柔道家。現役時代は60kg級の選手。身長161cm。2015年現在は大阪府警に所属している。また、全日本男子代表コーチも務めている。

## 来歴
聖徳中学から東海大仰星高校へ進むと、3年の時にはインターハイ軽量級の決勝で国士舘高校3年の内柴正人に判定で敗れた。
東海大学へ進学すると、1年の時にはジュニア体重別60kg級で優勝を飾った。2年の時にはチェコ国際で国際大会初優勝を飾った。3年の時には正力杯で3位だったものの、チェコ国際で2連覇すると、ハンガリー国際でも優勝を飾った。4年の時にはベルギー国際で優勝した。
2001年には大阪府警の所属となった。選抜体重別では決勝で大学の先輩である神奈川県警の徳野和彦に敗れるも2位となった。大阪で開催された東アジア大会では優勝を飾った。ロシア大統領杯の団体戦でも優勝した。2002年には嘉納杯で3位になると、ドイツ国際では2位となった。スイスのバーゼルで開催されたワールドカップ国別団体戦では、初戦のブラジル戦のみの出場だったものの勝利して、優勝メンバーの一員として名を連ねることにもなった。
引退後の2012年11月には、東海大学時代に同期だった監督の井上康生の指名を受けて、全日本男子代表チームのコーチに就任した。2023年には全日本代表チームで高藤直寿、阿部一二三、丸山城志郎などを指導したことが評価されて、ミズノスポーツメントール賞を受賞した。

## 戦績
- 1996年 -　インターハイ　2位(軽量級)
- 1996年 -　ジュニア体重別　3位
- 1997年 -　ジュニア体重別　優勝
- 1998年 -　ハンガリー国際　5位
- 1998年 -　選抜体重別　3位
- 1998年 -　講道館杯　3位
- 1999年 -　ハンガリー国際　3位
- 1999年 -　チェコ国際　優勝
- 1999年 -　正力杯　3位
- 1999年 -　体重別団体　3位
- 2000年 -　ハンガリー国際　優勝
- 2000年 -　チェコ国際　優勝
- 2000年 -　韓国国際　2位
- 2000年 -　体重別団体　5位
- 2001年 -　ベルギー国際　優勝
- 2001年 -　オーストリア国際　3位
- 2001年 -　選抜体重別　2位
- 2001年 -　東アジア大会　優勝
- 2001年 -　ロシア大統領杯　団体戦　優勝
- 2002年 - 嘉納杯　3位
- 2002年 - ドイツ国際　2位
- 2002年 - ワールドカップ国別団体戦　優勝

(出典、JudoInside.com)